# Eleutério
António Eleutério dos Santos, plus communément appelé Eleutério, est un footballeur portugais né le 10 février 1928 à Lisbonne. Il évoluait au poste de milieu de terrain.

## Biographie

### En club
Eleutério commence sa carrière en tant que joueur de l'Oriental Lisbonne en 1947,.
En 1952, il rejoint le FC Porto et découvre la première division portugaise dès la saison 1952-1953,.
Avec Porto, il réalise le doublé Champion du Portugal/Coupe du Portugal en 1956,.
Après cinq saisons avec Porto, il rejoint le club du SC Salgueiros en 1957, club qu'il représente pendant une unique saison avant de raccrocher les crampons en 1958,.
Il dispute un total de 109 matchs pour 9 buts marqués en première division portugaise,. 

### En équipe nationale
International portugais, il reçoit une unique sélection en équipe du Portugal le 14 mars 1954, il dispute un match amical contre la Belgique (match nul 0-0 à Bruxelles).

## Palmarès
FC Porto
- Championnat du Portugal (1) :
  - Champion : 1955-56.

- Coupe du Portugal (1) :
  - Vainqueur : 1955-56.